# Littoridina gaudichaudii
Littoridina gaudichaudii foi uma espécie de gastrópodes da família Hydrobiidae.
Foi endémica da Equador.